# Aujourd'hui
Aujourd'hui (pronunciación en francés: /oʒuʁdɥi/, Hoy) fue un diario de la Francia de Vichy publicado entre 1940 y 1944 en París. Fue fundada por el periodista Henri Jeanson, quien editó la publicación durante el otoño de 1940. Después de que Jeanson fuera arrestado y obligado a dimitir como editor por no ser lo suficientemente pro-Vichy, fue reemplazado por el editor en jefe Georges Suarez, quien cuatro años más tarde se convirtió en la primera figura pública en la Francia posterior a la liberación en ser juzgada por traición y ejecutada como colaboracionista.

## Antecedentes
Durante el éxodo de 1940, los periódicos de París habían dejado de publicarse, y varios diarios destacados como Le Temps, Le Figaro y Paris Match se negaron a regresar a la zona ocupada por los alemanes a pesar de las garantías. En su ausencia, el Propagandastaffel ayudó a lanzar varios periódicos inmediatamente después de su entrada en París y tras el armisticio del 22 de junio de 1940.
Cuando los periodistas comenzaron a regresar a París, se crearon varios otros periódicos, que parecían menos vinculados a las autoridades alemanas. Estos incluían a Aujourd'hui.

## Formación
Otto Abetz, que funcionaba como embajador alemán de facto en la Francia de Vichy, tenía la tarea de controlar la prensa. En un esfuerzo por revitalizar la escena literaria de París, se acercó al periodista Henri Jeanson para iniciar un periódico literario que rivalizaría con La Gerbe.
Jeanson era bien conocido como un pacifista que se había opuesto a la guerra con Alemania, lo que llevó a su arresto en 1939 por el «derrotismo» que había expresado en su artículo, «No, mon Daladier, no iremos a su guerra». Al mismo tiempo, había evitado adoptar una postura proalemana e incluso había escrito un editorial defendiendo a Herschel Grynszpan, el adolescente judío que había matado aErnst vom Rath en la embajada alemana en París, en represalia por el trato dado a los judíos.
El perfil de Jeanson había aumentado después de que renunció al semanario satírico Le Canard enchaîné, objetando las simpatías comunistas del periódico, y trabajó en el guipn de la popular película de 1937 Pépé le Moko. El autor David Pryce-Jones calificó la búsqueda de un editor con la reputación de Jeanson como un «cálculo inteligente por parte de Abetz».

## Primera encarnación
El primer número del periódico Aujourd'hui apareció el 10 de septiembre de 1940, retrasado un mes debido a una discusión con el censor. Con Jeanson como editor en jefe, Aujourd'hui buscó adoptar una orientación política liberal, convirtiéndolo en una excepción entre los periódicos de París, que habían adoptado un tono proalemán. Patrocinado por el propietario del Teatro Ambassador de París, el periódico estaba dirigido a los círculos literarios y teatrales.
Al principio le habían dicho a Henri Jeanson que podía elegir su propio equipo editorial, con la seguridad de que serían inmunes a la censura. Rodeándose de sus amigos, la imagen de Aujourd'hui en su lanzamiento era «impertinente, populista o boulevardier». El equipo que reunió incluía al poeta Robert Desnos; el escritor Marcel Aymé; el ensayista Léon-Paul Fargue; el escritor Henry Poulaille; el dramaturgo Jean Anouilh; Jean Galtier-Boissière, exdirector del semanario satírico Crapouillot; el dibujante Guérin; y Marcel Carné, que se convirtió en un cineasta de éxito.
Crítico de la reunión de Philippe Pétain y Pierre Laval con Hitler en Montoire-sur-le-Loir, el editor de Aujourd'hui, Jeanson, entró en una «guerra de palabras» pública con el editor Marcel Déat en el periódico rival L'Œuvre, que estaba más estrechamente alineado con los alemanes. Seis semanas después del lanzamiento, se ordenó a Jeanson que escribiera un editorial expresando su compromiso de colaboración, pero él se negó y posteriormente fue arrestado y expulsado del periódico. La primera encarnación de Aujourd'hui concluyó así el 10 de noviembre de 1940.

## Segunda encarnación
Desde el 3 de diciembre de 1940, Aujourd'hui estuvo dirigido por el gerente editor Georges Suarez, que era más susceptible a la influencia del Propagandastaffel, con Robert Perrier como editor en jefe. A partir de ese momento, el periódico adoptó una postura firmemente colaboracionista, a pesar de que el propio Suarez había escrito libros antialemanes antes de la guerra.

### Propaganda
Según se informa, a Suárez le pagaron generosamente para promover la colaboración. Sus editoriales instaban a los ciudadanos franceses a informar sobre los miembros de la Resistencia francesa como obligación moral. En repetidas ocasiones pidió más ejecuciones de judíos y comunistas, citando el dicho del escritor católico Joseph de Maistre de que «el verdugo es la piedra angular de la sociedad moderna». También argumentó en sus editoriales que los judíos y los anglosajones deberían ser tomados como rehenes para impedir que las fuerzas aliadas bombardearan Francia.
Otros contribuyentes a Aujourd'hui incluyeron a Paul Chack, excapitán de la Armada francesa y veterano condecorado de la Primera Guerra Mundial, autor de libros patrióticos para niños y al que el gobierno de Vichy le pagaba 68 000 francos al mes por escribir propaganda. Sus editoriales caracterizaron al ejército estadounidense como «gánsteres brutales... que viven de la riqueza de la tierra y violan a mujeres»; a la Casa Blanca como controlada por judíos; a los ingleses como «Biblia en mano, buscando destruir Europa»; y a los aviadores aliados como «asesinos voladores».

### Resistencia
En este entorno, Robert Desnos se esforzó en guardar silencio sobre lo que no podía decir en un periódico petainista, o en hacer declaraciones indirectas, sin contradecir sus propias opiniones políticas. Como critique de disques («crítico de discos») de Aujourd'hui, escribió una o dos reseñas de discos musicales por mes hasta febrero de 1944. El estudioso de la literatura Charles Nunley explica que «Desnos encontró en ocasiones la oportunidad de incorporar en estos textos aparentemente apolíticos una postura sutil pero inequívocamente contestataria con respecto a la cultura oficial del estado de ocupación de Francia».
Trabajar en Aujourd'hui le dio a Desnos acceso a informes de noticias previamente censurados y otra información valiosa que pudo transmitir a otros miembros de la Resistencia. El 22 de febrero de 1944 fue detenido por la Gestapo e interrogado; Inicialmente fue enviado al campo de internamiento de Royallieu-Compiègne, pero luego fue trasladado al campo de concentración de Buchenwald.

## Secuelas
El 23 de octubre de 1944, el director general Suarez fue condenado a muerte por colaboracionista en el primer juicio por traición celebrado por el Tribunal Especial de Justicia del departamento del Sena. Fue acusado de atacar a los aliados, apoyar la ejecución de rehenes por parte de Alemania y condenar a los miembros de la resistencia. Durante su juicio, que duró sólo 90 minutos, un periodista testificó que el lujoso abrigo beige que llevaba Suarez era prueba de que era uno de los «nuevos ricos de la traición».
Georges Suarez fue ejecutado por un pelotón de fusilamiento el 9 de noviembre de 1944. Paul Chack fue declarado culpable y ejecutado un mes después.
Cuando las fuerzas aliadas se acercaron a Berlín en 1945, los prisioneros de Buchenwald fueron obligados a marchar hacia el este, pero finalmente fueron abandonados por los guardias de la prisión que huían. Robert Desnos logró caminar hasta Terezín, Checoslovaquia, ocupada por los aliados, donde murió de tifus el 8 de junio de 1945, sosteniendo una rosa que le regaló una enfermera.